# Tanzania ai Giochi della XXIX Olimpiade
La Tanzania ha partecipato ai Giochi della XXIX Olimpiade di Pechino, svoltisi dall'8 al 24 agosto 2008, con una delegazione di 9 atleti.

## Atletica leggera
| Gara             | Atleta               | Batterie | Batterie | Semifinali | Semifinali | Finale | Finale |
| Gara             | Atleta               | Tempo    | Pos.     | Tempo      | Pos.       | Tempo  | Pos.   |
| ---------------- | -------------------- | -------- | -------- | ---------- | ---------- | ------ | ------ |
| 800 m maschili   | Samwel Mwera         | 1'50"67  | 7        |            |            |        |        |
| 5000 m femminili | Zakia Mrisho Mohamed |          |          | 15'24"28   | 12         |        |        |

| Gara        | Atleta               | Tempo        | Posizione    |
| ----------- | -------------------- | ------------ | ------------ |
| 10000 metri | Fabiano Joseph Naasi | 27'25"33     | 9            |
| 10000 metri | Dickson Marwa        | 27'48"03     | 14           |
| 10000 metri | Samwel Shauri        | 28'06"26     | 21           |
| Maratona    | Samson Ramadhani     | 2h 25'03"    | 55           |
| Maratona    | Getuli Bayo          | non concluso | non concluso |

## Nuoto
| Gara                        | Atleta                    | Batterie | Batterie | Semifinali | Semifinali | Finale | Finale |
| Gara                        | Atleta                    | Tempo    | Pos.     | Tempo      | Pos.       | Tempo  | Pos.   |
| --------------------------- | ------------------------- | -------- | -------- | ---------- | ---------- | ------ | ------ |
| 50 m stile libero maschili  | Khalid Yahya Rushaka      | 28"50    | 83       |            |            |        |        |
| 50 m stile libero femminili | Magdalena Ruth Alex Moshi | 31"37    | 77       |            |            |        |        |